# Et in Arcadia ego

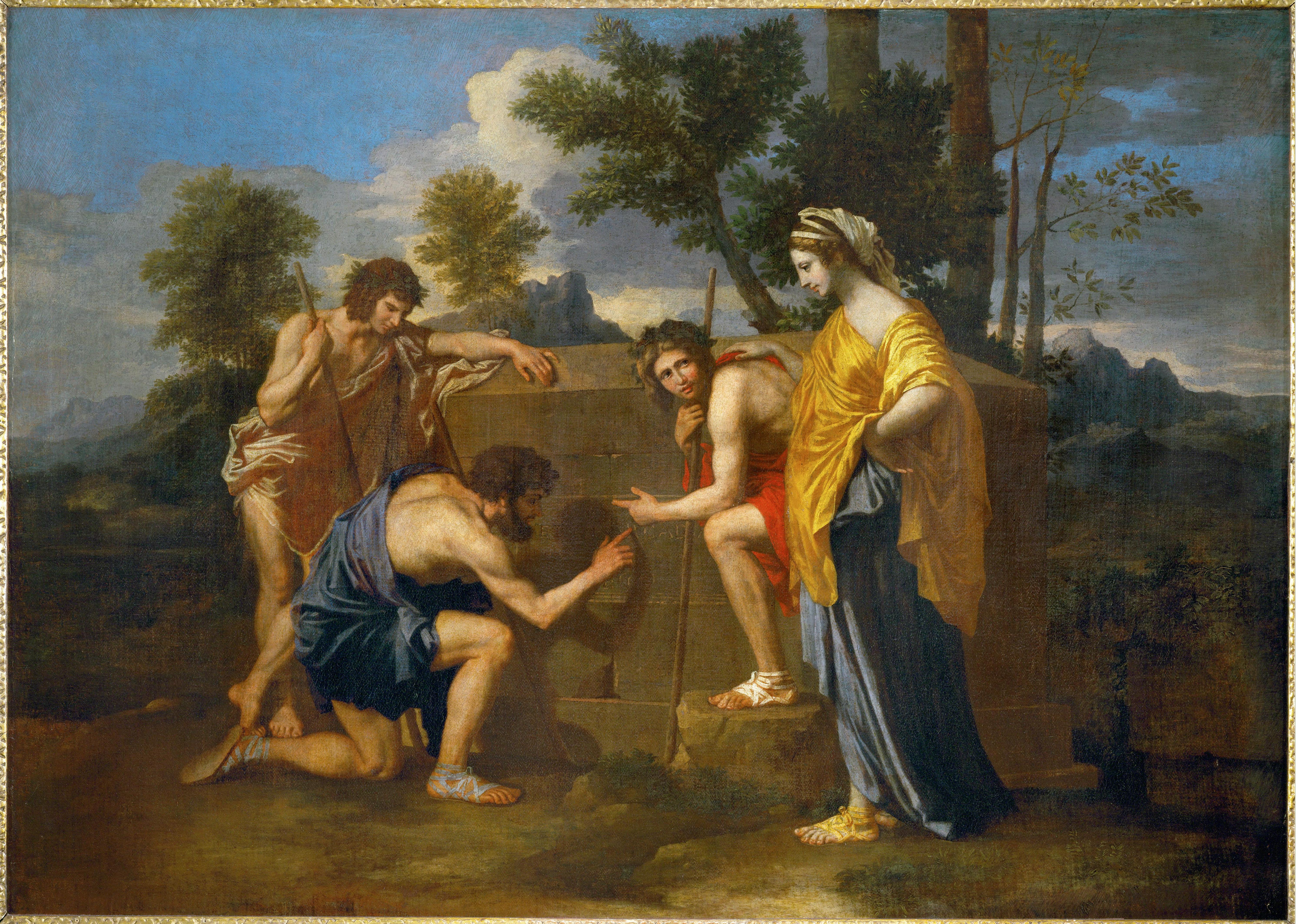
Nicolas Poussin, Pastori dell'Arcadia (1640 circa), Museo del Louvre

Et in Arcadia ego è un'iscrizione che si può leggere in alcuni importanti dipinti del Seicento, fra cui uno del Guercino, realizzato fra il 1618 ed il 1622.
Essa appare anche come iscrizione tombale nel dipinto "I pastori di Arcadia" (circa 1640), del pittore francese Nicolas Poussin. La frase può tradursi letteralmente: "Anch'io in Arcadia", dove viene sottinteso sum (sono presente) o eram (ero).
Sembra quindi volersi intendere con l'iscrizione:
- sia l'onnipresenza della morte nel tempo e nello spazio (sum - Io sono presente anche in Arcadia);
- sia la transitorietà, di fronte alla morte, della gloria letteraria del defunto (eram - Anche io ero in, facevo parte dell'Arcadia).

## Origine
La prima apparizione dell'espressione non si trova nell'antichità classica, bensì in epoca moderna. Compare nel quadro del Guercino, dipinto tra il 1618 e il 1622 (ora nella Galleria nazionale d'arte antica, a Roma), nel quale due pastori fissano un teschio posto su una maceria recante l'iscrizione del motto.
La frase è un memento mori, solitamente interpretata come «Anche io in Arcadia» o «Io anche in Arcadia», come pronunciata dalla Morte personificata. Il biografo di Poussin, André Félibien, la interpretò come «La persona sepolta in questa tomba è vissuta in Arcadia»; con altre parole, «la stessa persona che una volta ha goduto dei piaceri della vita, adesso giace in questa tomba». Questa lettura era comune nel XVIII e XIX secolo. Per esempio, William Hazlitt scrisse che Poussin «descrive alcuni pastori in una mattina di primavera, e giungendo alla tomba con questa iscrizione, 'Anche io ero un Arcade'.» Attualmente, è la prima interpretazione a godere di maggiore riconoscimento; l'ambiguità della frase è il soggetto di un saggio dello storico dell'arte Erwin Panofsky. In entrambi i casi, il sentimento era teso a rappresentare un ironico contrasto tra l'ombra della morte e il solito fermo ricordo che le ninfe e i cigni dell'antica Arcadia si pensava incarnassero.

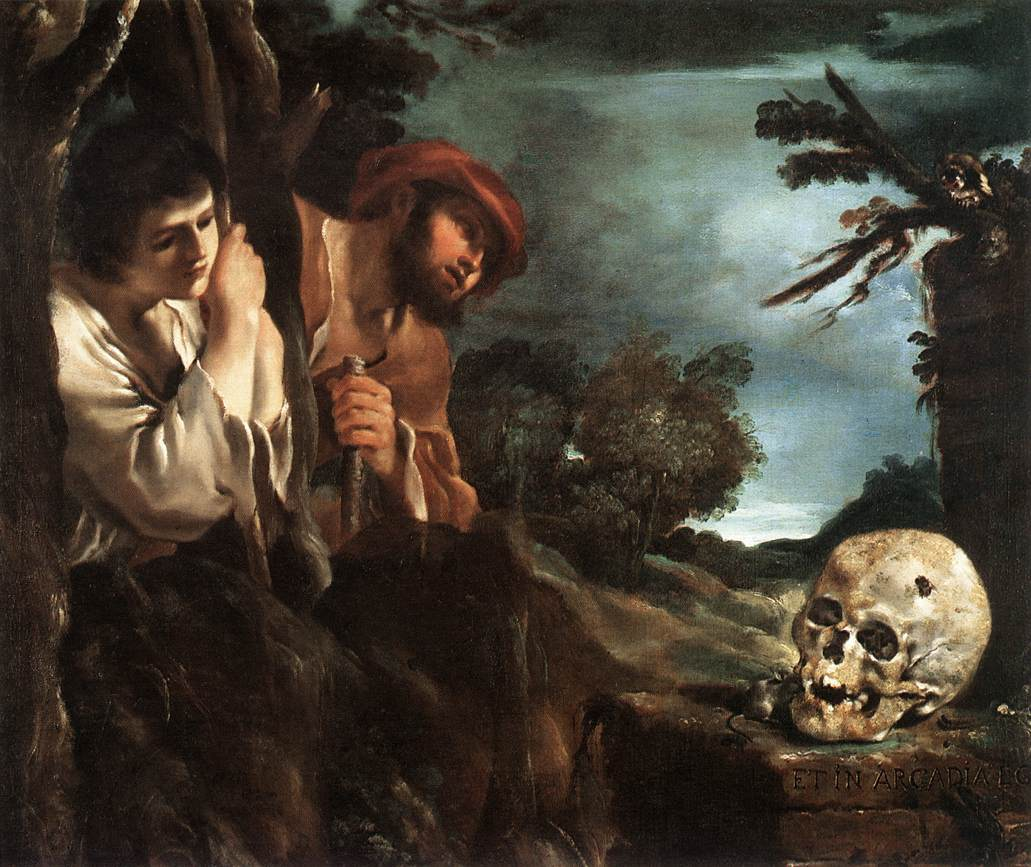
"Et in Arcadia ego" del Guercino.

La prima apparizione di una tomba con iscrizione memoriale (a Dafni) nell'ambientazione idilliaca dell'Arcadia si ha nelle Ecloghe di Virgilio V 42 e ss. Virgilio prende degli idealizzati "rustici" siciliani, che erano prima apparsi negli Idilli di Teocrito, e li pone nel primitivo distretto greco di Arcadia (si veda Ecloghe VII e X). L'idea fu nuovamente ripresa da Lorenzo de' Medici negli anni sessanta e Settanta del XV secolo, durante il Rinascimento fiorentino. Nella sua opera pastorale Arcadia (1504), Jacopo Sannazaro fissa la prima percezione moderna dell'Arcadia come un mondo perduto di felicità idilliaca, ricordata versi colmi di rimpianto. Negli anni novanta del XVI secolo, Philip Sidney fece circolare copie del proprio romanzo Countess of Pembroke's Arcadia, che presto andarono in stampa.

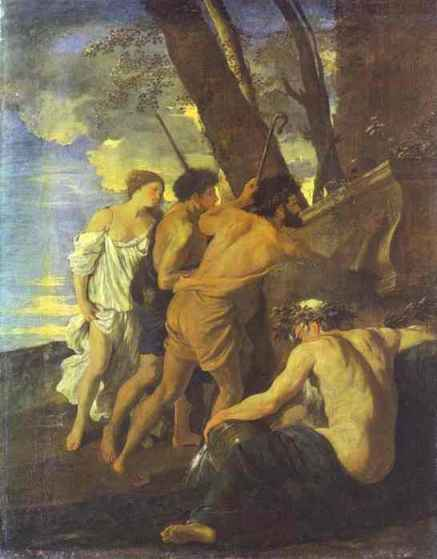
La versione di Poussin del 1627 dei Pastori d'Arcadia, in Chatsworth House, rappresentante una tomba differente, con la stessa iscrizione.

"Et in Arcadia ego" appare nei titoli di famosi dipinti di Nicolas Poussin (1594–1665). Si tratta di dipinti pastorali raffiguranti pastori ideali dell'antichità classica, raggruppati attorno ad una tomba austera. La seconda versione del dipinto, più famosa, che misura 122 per 85 centimetri, è nel Museo del Louvre, a Parigi, con il nome di "Les bergers d'Arcadie" (I Pastori di Arcadia). Il dipinto, in passato proprietà del ricchissimo ministro Nicolas Fouquet (che l'aveva avuto da Poussin stesso), poi del re di Francia Luigi XIV e dei suoi successori, è stato di grande influenza nella storia dell'arte, e recentemente è stato associato con la pseudostoria del Priorato di Sion, resa popolare dai libri Holy Blood, Holy Grail e The tomb of God.
La prima versione del dipinto di Poussin (ora a Chatsworth House) fu probabilmente commissionata come una rivisitazione della versione del Guercino. È dipinta in uno stile barocco più avanzato rispetto all'ultima versione, caratteristico dei lavori del primo Poussin. Nel dipinto di Chatsworth i pastori scoprono attivamente una tomba seminascosta dai rampicanti, e leggono l'iscrizione con espressione curiosa. Il modo di posare della pastorella, sulla sinistra, mostra un fascino sessuale, molto differente dalla più austera controparte delle versioni successive, che è contraddistinta anche da una composizione più geometrica e da figure più contemplative. La faccia somigliante ad una "maschera" della pastorella è conforme al canone classico del "profilo greco".

## Versioni scolpite

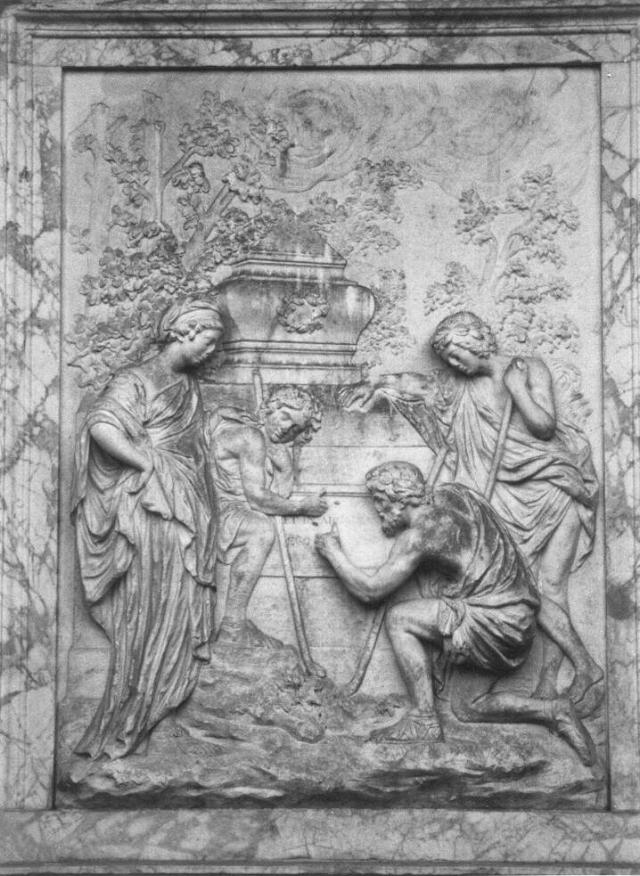
Il rilievo di Shugborough, adattato da una scultura della seconda versione di Poussin.

Il rilievo in marmo dello "Shepherd's Monument", risalente ad una data imprecisa nella metà dell'XVIII secolo, è una struttura nel giardino della Shugborough House, nello Staffordshire, in Inghilterra, codificata come "Iscrizione di Shugborough", benché non ancora decifrata. Questa composizione invertita dimostra il fatto che fu copiata da una tomba, le composizioni delle quali sono spesso invertite poiché copie dirette in piano producono immagini speculari sulle stampe.
Nel 1832 un altro rilievo fu scolpito a segnare la tomba di Poussin a Roma, sulla quale il rilievo è posizionato sotto la scultura del busto dell'artista. Le parole dello storico dell'arte Richard Verdi, lasciano intendere che i pastori stanno contemplando "la morte del loro stesso autore."
In congiunzione con John Andrew, l'artista Ian Hamilton Finlay creò una scultura in marmo intitolata "Et in Arcadia ego" nel 1976. Scolpite sotto il titolo ci sono le parole "After Nicholas Poussin" (Nello stile di Nicholas Poussin). Gran parte della scultura mostra un carro armato su uno sfondo pastorale.

## Elaborazioni pseudostoriche
Benché la frase "et in Arcadia ego" sia ellittica di verbo, essa è frequentissima in latino anche con le forme di sum. Alcuni pseudostorici, considerando alcuni aspetti della grammatica latina, hanno concluso che la frase è incompleta del verbo, e hanno speculato sul fatto che questa frase possa celare un qualche messaggio esoterico, occultando un codice (probabilmente anagrammatico). In The Holy Blood and the Holy Grail, Baigent, Leigh, e Lincoln, sotto la falsa impressione che "et in Arcadia ego" non sia una vera e propria frase latina, hanno proposto che si trattasse dell'anagramma di I! Tego arcana Dei, che si tradurrebbe in "Vattene! Io celo i misteri di Dio", suggerendo che la tomba contenga i resti di Gesù o di un'altra importante figura biblica. Gli autori hanno sostenuto, inoltre, che Poussin fosse a conoscenza di questo segreto e che il dipinto rappresenti una località realmente esistente. Gli autori non hanno spiegato perché la tomba dipinta nella seconda versione dovrebbe contenere questo segreto, mentre quella distintamente differente nella prima versione, presumibilmente no. In ultimo, la visione suggerita dai suddetti autori è stata scartata dagli storici dell'arte.
Nel loro libro The Tomb of God, Richard Andrews e Paul Schellenberger, sviluppando queste idee, hanno teorizzato che alla frase latina manchi un "sum". Hanno così arguito che la frase latina completa dovrebbe essere Et in Arcadia ego sum, che può essere un anagramma di Arcam Dei Tango Iesu, che dovrebbe significare "Io tocco la tomba di Dio — Gesù". Le loro argomentazioni danno per assunto che:
1. la frase latina sia incompleta;
2. la parola mancante estrapolata sia corretta;
3. la frase, una volta completata, sia un anagramma.

Andrews e Schellenberger dichiarano anche che la tomba ritratta sia quella di Les Pontils, vicino a Rennes-le-Château. Comunque, Franck Marie nel 1974 e Michel Vallet (altrimenti noto come "Pierre Jarnac") nel 1985 durante le loro ricerche avevano già concluso che la costruzione della tomba fu iniziata nel 1903 dal proprietario della terra, Jean Galibert, che aveva lì sepolto sua moglie e sua nonna in una semplice tomba. I corpi furono riesumati e reinteterrati da qualche altra parte dopo che la terra fu venduta a Louis Lawrence, un americano del Connecticut che era emigrato in quel luogo. Egli seppellì sua madre e sua nonna nella tomba e costruì il sepolcro in pietra. Marie e Vallet intervistarono entrambi Adrien Bourrel, figlio di Lawrence, che testimoniò che la costruzione della tomba cominciò nel 1933 quando era ancora un bambino. Pierre Plantard, il fautore delle teorie sul Priorato di Sion, cercò di arguire che la sepoltura di Les Pontils fosse un  "prototipo" per il dipinto di Poussin, ma situata nelle immediate vicinanze di una fattoria (dietro il fogliame) e non "in mezzo al niente" nella campagna francese, come solitamente si pensa. Il sepolcro è comunque stato demolito.

## Altre citazioni
- Ercole Silva fece scolpire Et in Arcadia ego su un sarcofago collocato all'interno del parco della sua villa a Cinisello, primo esempio di giardino all'inglese in Italia.
- Aubrey Beardsley usa la frase nel N°8 della rivista The Savoy. Si tratta sicuramente di una allusione al dipinto di Poussin.
- Evelyn Waugh ha usato la frase come titolo del primo libro del suo romanzo Ritorno a Brideshead.
- Un'opera teatrale di Tom Stoppard del 1993, Arcadia prende il nome da questa frase, ed usa la frase stessa come tema principale. Un personaggio nell'opera traduce la frase latina in inglese secondo il senso di Félibien, mentre un altro adotta la versione più comunemente accettata. Nella seconda scena dell'opera, un personaggio si rivolge ad un altro che frequenta Oxford definendolo come "Brideshead Regurgitated", espressione che costituisce un doppio riferimento all'indietro, verso l'utilizzo che Waugh faceva della frase.
- È il titolo di un poema di Wystan Hugh Auden datato 1965.
- È il titolo del secondo maggiore arco di storie della serie di libri esoterici a fumetti di Grant Morrison, The Invisibles, che incorpora i dipinti di Poussin.
- L'urlo e il furore di William Faulkner contiene la citazione "et ego in Arcadia".
- La frase (tradotta in inglese) è riportata nel commento al verso 286 di Fuoco pallido di Vladimir Nabokov.
- La frase appare in un'iscrizione sulla carabina del Giudice Holden, antagonista nel romanzo di Cormac McCarthy, Meridiano di sangue. L'iscrizione Et In Arcadia Ego, che è il nome dell'oggetto, è riportata in filo d'argento sulla parte posteriore della carabina. «C'è qualcosa di letale in questo oggetto», osserva il narratore del libro, notando che non è comune per un uomo dare un nome alla propria carabina in lingua antica.
- Il dipinto è stato usato come riferimento dal lavoro di Ian Hamilton Finlay.
- Il poeta Johann Wolfgang von Goethe usò una traduzione letterale tedesca (anche senza il verbo "essere") — "Auch ich in Arkadien" — durante una reminiscenza di un viaggio formativo in Italia fatto da giovane.
- I due dipinti di Poussin sono citati come fonte d'ispirazione da Simon Le Bon e Nick Rhodes, per la scelta del nome "Arcadia" di un gruppo musicale dalla vita breve ma molto significativa nella metà degli anni ottanta.
- La serie TV Millennium (1996-1999) era famosa per i suoi titoli arcani e misteriosi, ed un episodio della seconda stagione era intitolato "In Arcadia Ego".
- Nel romanzo del 1990 The War of Don Emmanuel's Nether Parts di Louis de Bernières (a p. 367 dell'edizione inglese), è detto che Padre Garcia scolpirà un giorno questa "famous phrase" alla base dell'obelisco a Cochadebajo de los Gatos.
- La frase è apparsa su una maglietta usata dalla band ...And You Will Know Us by the Trail of Dead, relativa al loro EP The Secret of Elena's Tomb.
- Il dipinto è un oggetto importante nel gioco della Sierra Online del 1999, Gabriel Knight 3: Il mistero di Rennes-le-Château, i cui personaggi trovano nell'opera importanti idee per l'indagine che stanno seguendo.
- La frase era stampata su alcuni biglietti dei concerti dei Tool della prima parte del 1997.
- La frase ed il bassorilievo di Shugborough giocano un ruolo importante nel romanzo fantasy The Hounds of Avalon, parte della serie The Dark Age, di Mark Chadbourn.
- Il libro a fumetti Rex Mundi, edito dalla Dark Horse Comics, utilizza il dipinto di Poussin e la frase come parte integrante della trama.
- È il titolo di un libro scritto dal critico letterario italiano Emilio Cecchi, pubblicato nel 1936 da Hoepli e nel 1942 da Arnoldo Mondadori Editore, che riporta le impressioni di un viaggio in Grecia effettuato nel 1934.
- Il tredicesimo capitolo del romanzo Il pendolo di Foucault di Umberto Eco inizia con la frase.
- L'associazione della frase con Rennes-le-Château, e la nozione dell'anagramma, appaiono anche nel quarantottesimo capitolo del romanzo L'ultima cospirazione di Steve Berry.
- La frase è usata da Laurence Bergreen come titolo del tredicesimo capitolo del suo libro Over the Edge of the World: Magellan's Terrifying Circumnavigation of the Globe.
- Il romanzo di Anthony Powell, The Fisher King (1986) ha un personaggio che traduce il senso della frase in «La morte governa anche in Arcadia.» Powell ha avuto un grande interesse per Poussin, prendendo il titolo per il suo romanzo in venti volumi, A Dance to the Music of Time, da quello di un dipinto di Poussin che mostra figure idilliache a rappresentare le stagioni che danzano in cerchio suonando la lira, intorno ad un vecchio con la barba, il Tempo.
- "Et Ego in Arcadia Fui" è l'epigramma al saggio di Walter Pater su Winkelmann, incluso nel suo libro Il Rinascimento (1873).
- Nell'edificio Glass House di Philip Johnson, l'intera casa e pavimenti fanno riferimento all'Arcadia. Una rappresentazione di Poussin appare nella Glass House, il cui pavimento include la miniatura di un tempio greco su di un lago. È inverosimile che si possa trattare di riferimenti casuali, che non sono propri dei grandi architetti.
- Il programma TV The Secret Adventures of Jules Verne usava la frase in riferimento ad un dipinto, anch'esso supposto essere di Poussin, che costituiva la chiave per raggiungere un tesoro, nell'episodio Lord of Air and Darkness.
- La frase viene citata dal protagonista del romanzo The Rotters' Club (2001) di Jonathan Coe.
- La frase viene usata nella serie di libri fantasy Ulysses Moore di Pierdomenico Baccalario.
- Et in Arcadia Ego è titolo e filo conduttore della mostra collettiva di arti visive allestita nella Cittadella dei Musei di Cagliari.[7]
- "Et in Arcadia Ego" (parte1 e parte 2) sono il titolo degli ultimi due episodi della prima stagione di Star Trek: Picard.
- "Et in Arcadia Ego" è il titolo di un capitolo della seconda parte (p. 119 ss.) del romanzo "Autobiografia di Pedra Delicado" di Alicia Gimenez-Bartlett